# Money.pl
Money.pl – portal internetowy zajmujący się finansami, gospodarką i ekonomią, którego wydawcą jest Grupa Wirtualna Polska, do 2015 roku prowadzony był przez przedsiębiorstwo Money.pl sp. z o.o. Spółka działa od 2000 roku, a w 2018 roku zmieniła nazwę na TotalMoney Sp. z o.o. Portal wyrósł z Wirtualnego Serwisu Ekonomicznego. Do stycznia 2015 redaktorem naczelnym i współtwórcą sukcesu portalu był Tomasz Bonek.
Portal Money.pl zajmuje pierwsze miejsce w rankingu popularności polskich serwisów internetowych w kategorii „Biznes-finanse-prawo” (według badań Megapanel PBI/Gemius). Zwyciężył m.in. w konkursach Webstarferstival (2005) i Teraz Internet (2004, 2006). Spółka Money.pl zajęła natomiast 7. miejsce w rankingu najbardziej dynamicznych firm w Europie Środkowej – „Technology Fast 50” firmy doradczej Deloitte (2006).
Money.pl jest portalem z informacjami z dziedziny finansów, ekonomii, biznesu i prawa. Zawiera treści informacyjne (w tym poradniki, raporty, analizy rynku) i narzędzia (kalkulatory, bazy danych) oraz kilkunastoletnie archiwa wskaźników ekonomicznych. W portalu działają także serwisy okołobiznesowe: o rynku nieruchomości, motoryzacji, o rynku pracy, o ludziach biznesu. Money.pl stworzył także serwis z blogami biznesowymi, który do 2016 roku działał w domenie bblog.pl. Treści, archiwa i narzędzia portalu Money.pl są udostępniane internautom bezpłatnie.
Spółka Money.pl była również pośrednikiem w sprzedaży produktów i usług finansowych on-line. Udostępnia narzędzia do porównania ofert i umożliwia złożenie zamówienia na produkty ponad 40 instytucji finansowych w Polsce.
W 2009 spółka Money.pl uruchomiła serwis dla kobiet iWoman.pl, następnie MenStream.pl i Platine.pl – te magazyny zostały jednak zamknięte po przejęciu serwisu przez Grupę Wirtualna Polska.
Spółka Money.pl po raz pierwszy zysk odnotowała w 2002 (EBITDA) i w 2003 roku (zysk netto). Od 2006 do czerwca 2009 głównym udziałowcem Money.pl było niemieckie wydawnictwo Handelsblatt (70%), należące do Verlagsgruppe Georg von Holtzbrinck. 1 czerwca 2009 głównym udziałowcem, została spółka Holtzbrinck Networks (także VGH), a pozostałe 30% udziałów było własnością Arkadiusza Osiaka. W 2014 właścicielem została Grupa Wirtualna Polska.